# Tom Rainey
Thomas Rainey, detto Tom (Santa Barbara, 1957), è un batterista statunitense.
Nel corso della sua carriera, incominciata negli anni '80, ha collaborato con Tim Berne, Ingrid Laubrock, Kris Davis, Nels Cline, Roseanna Vitro, Fred Hersch, Tony Malaby, Tom Varner, Drew Gress, Kenny Werner, Mark Helias, Simon Nabatov e altri.

## Discografia parziale
- 2010 - Pool School
- 2012 - Camino Cielo Echo
- 2014 - Obbligato
- 2015 - Hotel Grief
- 2018 - Combobulated